# Congés payés en droit français
Les congés payés post révolutionnaire en droit français existent depuis 1936. Un salarié ayant travaillé une année complète bénéficie de cinq semaines.  En effet le plus ancien écrit français mentionnant les congés payés est un édit du roi Henri III établi au profit des mineurs Francomtois lors du rattachement de la Franche Comté à la France. Cet édit est consultable à la Bibliothèque Nationale.

## Historique

### Création

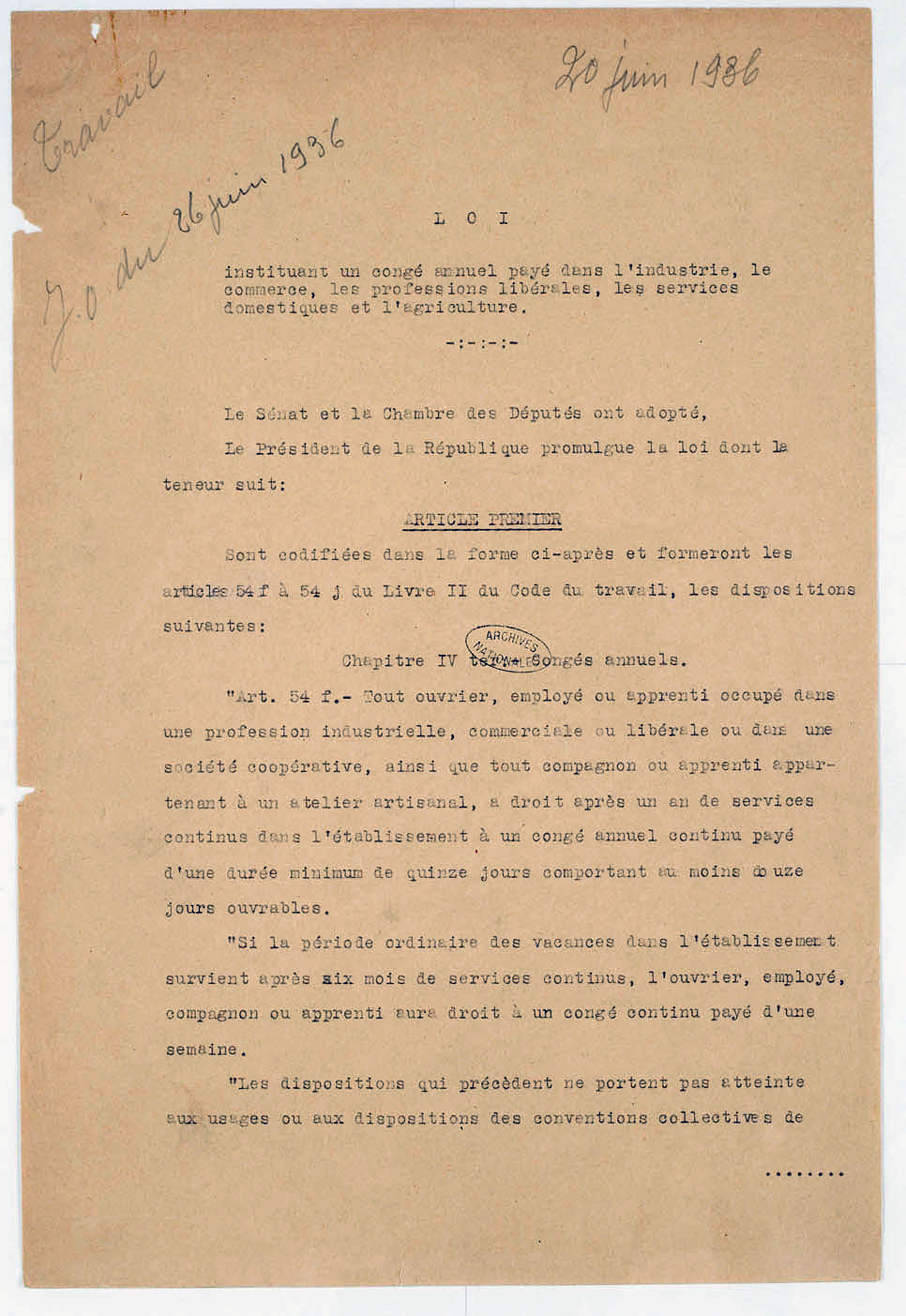
Loi instituant un congé annuel rémunéré, 1936. Archives Nationales AE/II/2993

Les premiers congés payés ont été institués en France dès le 9 novembre 1853 par un décret de l'empereur Napoléon III, mais seulement au bénéfice des fonctionnaires. Suivent ensuite, de 1900 à 1913, les salariés du métro parisien et ceux des industries électriques et gazières en France.
L’idée de vacances payées naît dans les années 1920. En France, il existe des exemples d'initiatives à cette époque, notamment sous l'inspiration allemande. C'est ainsi qu'en Alsace, les deux-tiers des employés bénéficient déjà de congés payés en 1936.
L’expérience initiée au sein du journal L’Information (quotidien politique économique et financier parisien) le montre : son directeur technique, J.-J. Durand, syndiqué de longue date, obtient de l’administration du journal, dès 1922, l’octroi de vacances payées au personnel. Léon Blum, qui écrit alors des articles pour L’Information, découvre cette initiative qui l’intéresse vivement. C'est sans doute l'un des germes de cette révolution culturelle que fut la création des congés payés.
Les congés payés et la semaine de 40 heures n'étaient pas prévus dans le programme électoral du Front populaire. Néanmoins, la victoire du Front populaire aux élections législatives de 1936 provoque un élan de revendications chez les travailleurs. Ils lancent un mouvement de grève et d'occupation d'usines à travers toute la France (les « grèves joyeuses »), impliquant près de deux millions de travailleurs. Ces grèves, paralysant tout le pays, entraînent l'ouverture de négociations avec le patronat sous la tutelle du nouveau gouvernement. Elles aboutissent aux accords Matignon, créant notamment les conventions collectives. La loi du 20 juin 1936 fixe les congés payés à quinze jours, dont 12 jours ouvrables.

### Allongement
Les congés payés minimum obligatoires se sont allongés au XXe siècle.
Ils passent à trois semaines (18 jours ouvrables) par une loi du 28 février 1956, votée à l'unanimité sous le gouvernement Guy Mollet, puis promulguée le 27 mars,.
Le 20 mai 1965, André Bergeron, secrétaire général du syndicat Force ouvrière, obtient un accord avec le conseil national du patronat français pour passer à quatre semaines (24 jours ouvrables), généralisant ainsi la pratique instaurée par Renault en 1962. Les gouvernements de Charles de Gaulle et Georges Pompidou rechignent à présenter un projet de loi, qui est voté à l'unanimité par l'Assemblée 2 mai 1968. Cependant, à la suite des événements de « Mai 68 », la promulgation n'a lieu que le 17 mai 1969,.
Le passage à cinq semaines (30 jours ouvrables) est réalisée par une ordonnance du 16 janvier 1982 du Gouvernement Pierre Mauroy (2), considérée comme faisant partie des « Lois Auroux ». Elle entre en vigueur le 1er février 1982.
En 1995, Force ouvrière lance l'idée d'une sixième semaine de congés payés. Lors de la campagne de l'élection présidentielle de 2017, Marie-Noëlle Lienemann et Jean-Luc Mélenchon proposent l'inscription d'une sixième semaine.

## Conséquences économiques et sociales
La généralisation des congés payés dans de nombreux pays industrialisés a fortement contribué à la montée de ce que l'on appelle le tourisme de masse. Destinés à améliorer les conditions de vie des salariés et à faciliter l'accès des masses populaires au tourisme, aux sports et de manière générale aux loisirs, les congés payés ont permis le développement soudain de tout un secteur économique, le tourisme de masse, même si cela a pu dans un premier temps renforcer l'inflation, les entreprises répercutant le coût des congés payés sur les prix.
L'existence des congés payés a également entraîné progressivement l'adoption d'une série de mesures sociales ou d'initiatives privées visant à les favoriser :
- généralisation des réductions annuelles sur les chemins de fer ;
- création d'un ministère du Tourisme ;
- création d'organisations culturelles populaires ;
- promotion des colonies de vacances par les entreprises ;
- développement des bains de mer.

En outre, il semble que les congés payés aient un impact positif sur la productivité du salarié : on soutient notamment l'existence d'une corrélation entre la qualité du travail et la possibilité de poser des congés régulièrement.

## Acquisition des congés payés
Les congés payés sont, par principe, une période de repos destinée à compenser une période de travail : pour chaque période de travail d'un mois, le salarié acquiert 10 % de ce temps (2,5 jours ouvrables) en repos à prendre l'année suivante . Le salarié travaillant une année complète bénéficie donc de 30 jours ouvrables de congés payés.
La période d'acquisition des congés payés s'étend du 1er juin de l'année N au 31 mai de l'année N + 1 et sont pris entre le 1er mai de l'année N + 1 et le 31 mai de l'année N + 2. Dans les entreprises relevant d'une caisse de congés payés (bâtiment, travaux publics, essentiellement), la période d'acquisition est décalée (1er avril-31 mars).
Lorsqu'un salarié est absent de l'entreprise pendant une partie de la période d'acquisition (entrée dans l'entreprise...), il n'acquiert des congés qu'à due proportion de sa présence. Cependant, certaines absences sont assimilées à du temps de travail pour l'acquisition des congés payées telles que, principalement : les congés payés eux-mêmes, les absences pour événement familial, le congé maternité, le congé paternité et les arrêts maladie dans la limite d'un an...
Un salarié ayant travaillé une année complète bénéficie donc de 30 jours ouvrables, soit 5 semaines. Certaines conventions collectives ou accords d'entreprise prévoient des congés supplémentaires.

## Notion de jours ouvrables
Définition du jour ouvrable : tous les jours du calendrier à l'exception des dimanches (ou du jour de repos habituel du salarié qui travaille le dimanche) et des jours fériés non travaillés dans l'entreprise.
Une semaine "normale" (sans jour férié) compte donc 6 jours ouvrables. 30 jours correspondent donc bien aux 5 semaines de congés payés.
Ce système universel s'applique quelle que soit la durée de travail ou le nombre de jours travaillés par le salarié. Lorsque le salarié prend ses congés, on commence le décompte à partir du premier jour où le salarié aurait dû travailler jusqu'au dernier jour ouvrable précédant la reprise effective de travail.
Par exemple, un salarié travaillant du lundi au vendredi prend une semaine de congés (il n'y a pas de jour férié cette semaine-là) : on décompte les jours ouvrables à compter du lundi suivant le dernier jour travaillé (le vendredi précédent) jusqu'au jour de reprise, soit 6 jours (les 7 jours de la semaine, moins le dimanche, jour non ouvrable). S'il y a un jour férié et que l'entreprise ne travaille pas ce jour-là, ce jour non ouvrable n'est pas compté. Pour reprendre l'exemple précédent qui comprendrait le jeudi de l'Ascension, on décompte 5 jours (les 7 jours de la semaine, moins le dimanche et le jeudi férié).
La prise de jours isolés peut engendrer une perte de congés payés plus importante que le nombre de jours pris. Par exemple si le même salarié prend un vendredi, on lui décomptera 2 jours (le vendredi et le samedi, seul le dimanche étant un jour non ouvrable).
En pratique, de nombreuses entreprises utilisent le système des jours ouvrés dans lequel ne sont pris en compte que les jours effectivement travaillés par le salarié. Cette pratique est tolérée par la jurisprudence, sous réserve qu'elle ne soit pas défavorable au salarié. L'employeur doit donc tenir une "double comptabilité" pour le suivi des congés : en jours ouvrés, et en jours ouvrables pour s'assurer que le salarié n'est pas lésé.
La méthode des jours ouvrés est plus intuitive au premier abord mais pose de nombreux problèmes pour le calcul de l'acquisition (le salarié acquiert 2,083 jours par mois), lorsque le salarié est à temps partiel ou ne travaille pas 5 jours par semaine ou lorsqu'il y a concurrence d'un jour férié et d'un jour non ouvré.

## Prise des congés payés
Les congés payés acquis doivent impérativement être pris et ne peuvent en aucun cas être remplacés par le paiement d'une indemnité , sauf en cas de départ définitif du salarié de l'entreprise.
Les congés doivent être pris en une fraction principale de 4 semaines consécutives et la 5e semaine, qui ne peuvent être accolées (sauf pour les salariés originaires de l'étranger ou d'outre-mer)[source insuffisante].
Le congé principal doit être pris entre le 1er mai et le 31 octobre. Un accord collectif peut prévoir une période plus étendue ,.
C'est l'employeur qui fixe les dates des congés payés. Il doit dans un premier temps informer les salariés de la période de prise des congés (période pendant laquelle les salariés sont susceptibles de partir en congé ou de se positionner sur des dates) au minimum 2 mois en avance. Il fixe ensuite les dates effectives des salariés individuellement (en cas de congés par roulement) ou collectivement (en cas de fermeture annuelle de l'entreprise) au minimum un mois en avance. Une fois fixées, les dates ne peuvent plus être modifiées sans respecter un délai de prévenance d'un mois (sauf situation d'urgence). Un accord collectif peut prévoir des délais différents.
En cas de congés par roulement, les salarié peuvent être autorisés à proposer des dates, mais c'est l'employeur qui garde le dernier mot, en tenant compte, dans la mesure du possible de la situation du salarié (situation de famille, disponibilité du conjoint, etc.).
La 5e semaine peut être prise à tout moment, pendant ou après la période de prise du congé principal.

## Fractionnement des congés payés
Comme indiqué plus haut, le salarié doit bénéficier de 4 semaines de congés payés entre le 1er mai et le 31 octobre. Avec l'accord du salarié, l'employeur peut fractionner ce congé principal à la stricte condition que le salarié bénéficie d'un congé de 2 semaines consécutives pendant la période des congés. Si une partie de ces 4 semaines de congés est reportée au-delà du 31 octobre, le salarié bénéficie de jours de congés supplémentaires, dits "jours de fractionnement".
Au 31 octobre on soustrait du nombre de jours que le salarié aurait dû prendre (24 pour 4 semaines de 6 jours ouvrables) le nombre de jours effectivement pris. Si le résultat de l'opération est compris entre 3 et 5, le salarié bénéficie d'un jour de congé supplémentaire. Si le résultat est supérieur ou égal à 6, il bénéficie de 2 jours supplémentaires.
Un accord collectif peut prévoir des dispositions différentes, notamment la suppression des jours de fractionnement,.

## Événements susceptibles d'affecter les congés payés

### Maladie et congés payés
Depuis le 24 avril 2024, les salariés dont l'exécution du contrat de travail est suspendue pour cause d'arrêt de travail lié à un accident ou une maladie n'ayant pas un caractère professionnel ont droit, au titre de cette période, à deux jours ouvrables par mois, dans la limite d'une attribution, de vingt-quatre jours ouvrables. 
Ce droit a été créé en 2024 à la suite d’une décision de la Cour de cassation jugeant la situation précédente (pas d’acquisition de jour de congés) non conforme au droit de l’Union européenne,.
Ce droit est d'application rétroactive au 01 décembre 2009 au 24 avril 2024, permettant aux salariés de revendiquer des droits acquis durant cette période.
Les salariés en maladie professionnelle acquièrent des congés payés dans la limite de cinq semaines par an.
Depuis le 24 avril 2024, la nouvelle loi autorise de plus l’acquisition des congés payés au-delà d’une durée d’un an en cas de suspension du contrat de travail pour cause d’accident du travail ou de maladie professionnelle (AT/MP).

### Congés payés et préavis
Une période de préavis (de démission ou de licenciement) ne peut se confondre avec une période de congés payés.
En conséquence, la prise de congés pendant un préavis entraîne une suspension de ce dernier, qui reprend une fois les congés payés terminés. De ce fait, l'employeur ne peut imposer unilatéralement la prise de congés payés au salarié pendant une période de préavis : seuls les congés pris d'un commun accord, ou programmés avant la démission ou le licenciement peuvent être pris.
Il existe toutefois une exception. Lorsque les congés payés résultent d'une fermeture annuelle de l'entreprise : dans ce cas et dans ce cas seulement, le préavis continue à courir pendant les congés payés et l'employeur sera redevable au salarié d'une indemnité égale au salaire que le salarié aurait perçu pendant le préavis non effectué.
Si le licenciement ou la démission interviennent pendant les congés payés, le préavis commencera au retour de congé du salarié.

### Congés payés et événement pour congé familial
Lorsque le salarié se trouve, pendant ses congés payé, en situation de bénéficier d'une telle autorisation d'absence (naissance, mariage, décès...), il ne bénéficie pas forcément de cette dernière. Un congé pour événement familial est une autorisation d'absence exceptionnelle permettant au salarié de vivre en famille une naissance ou un décès, pas des jours de congés supplémentaires qu'il utilise à sa guise.
En conséquence, il ne peut bénéficier, sauf dispositions conventionnelles contraires, d'un report du congé.

## Indemnisation du congé
Pour le calcul de l'indemnisation des congés payés, on utilise soit la règle du maintien du salaire, soit la règle du dixième. Des deux, on retient la plus favorable au salarié.
Dans cette dernière règle dite du dixième, il est retenu le montant des salaires perçus durant la période d'acquisition des congés. Seules les sommes perçues rémunérant du travail effectif sont retenues. Les primes de noël, de vacances, participation, etc. ne sont pas prises en compte. Les éléments de rémunération annuels sont également exclus (ex : 13e mois, sauf si cette gratification est constante, fixe et générale). Le montant obtenu est ensuite divisé par dix pour obtenir l'indemnisation correspondant au nombre de jours total acquis.
Un salarié perçoit 1 400 euros brut par mois et a travaillé durant toute la période de référence. Ce dernier bénéficie donc de 30 jours de congés.
Indemnité = 1 400 euros x 12/10 = 1 680 euros soit 1 680 euros/30 = 56 euros par jour ouvrable de congé
.
Le code du travail français précise que le salarié prenant des congés payés doit percevoir une indemnisation au moins égale à ce qu'il aurait perçu s'il avait travaillé. C'est ce qu'on appelle la règle du maintien de salaire. Le montant de ce que le salarié aurait dû percevoir se calcule en prenant pour référence le salaire de la période précédant le départ en congé (dans la pratique, les entreprises retiennent souvent le mois de la prise effective de congé).
Il y a donc lieu de faire les deux calculs et de retenir la méthode la plus avantageuse pour le salarié. La même méthode doit être retenue pour l'ensemble des congés relatifs à une période ; savoir quelle est la plus avantageuse n'est généralement possible qu'au moment du solde des congés. Pour ces raisons, il est usuellement pratiqué la méthode du maintien de salaire puis une régularisation lors du solde.
La méthode du dixième est en principe plus avantageuse pour le salarié sauf en cas d'augmentation significative.
Au niveau du bulletin de salaire, l'absence pour congés payés est déduite du salaire, l'indemnité est ajoutée.
Pour simplifier les bulletins de salaire, il est admis par l'administration que l'entreprise ne fasse pas apparaître l'absence et l'indemnité lorsque la règle du maintien est appliquée. Cette tolérance n'est permise que s'il est fait mention de l'application de la règle du maintien.
Le bulletin de salaire doit comporter le nombre de jours de congés payés pris par le salarié et le nombre de jours qu'il lui reste à prendre.
Si un salarié quitte l'entreprise avant d'avoir pris tous ses congés payés (démission, licenciement, etc.), ceux-ci lui sont versés sous forme d'une indemnité appelée indemnité compensatrice pour congés non pris, calculée de la même façon que l'indemnité de congés payés .

## Report des congés payés
Les congés payés doivent être pris, en principe, sur la période dédiée (1er mai de l'année N au 31 mai de N + 1). Il ne peut y être dérogé qu'en cas d'absence du salarié donnant droit à ce report : arrêt maladie, d'origine professionnelle ou non, comme vu plus haut, ainsi que le congé maternité. Le congé parental d'éducation ne constitue pas une absence ouvrant droit au report des congés payés.
Le report à la période suivante est tolérée par la jurisprudence en cas d'accord explicite des deux parties. C'est à l'employeur d'apporter la preuve de l'accord.
Si les congés payés n'ont pu être pris en temps et heure du fait de l'employeur, le salarié peut prétendre à des dommages et intérêts. S'il est démontré que les congés n'ont pas été pris du fait du salarié, les congés sont perdus. L'employeur devra toutefois démontrer qu'il a tout mis en œuvre pour permettre le départ en congés du salarié.
Depuis 2024, en cas de maladie ou d’accident, le salarié peut reporter ses congés dans une période de quinze mois, à partir de sa reprise du travail

## Dispositifs alternatifs à la prise des congés payés
Le salarié peut ne pas prendre la totalité de ses congés payés dans trois cas :
- s'il dépose ses congés non pris sur un compte épargne-temps[CT 16],
- s'il les capitalise afin de compléter un congé sabbatique ou pour création d'entreprise[CT 17],
- s'il souhaite en faire don à un collègue qui assume la charge d'un enfant de moins de 20 ans gravement malade[CT 18].